# 中城王子

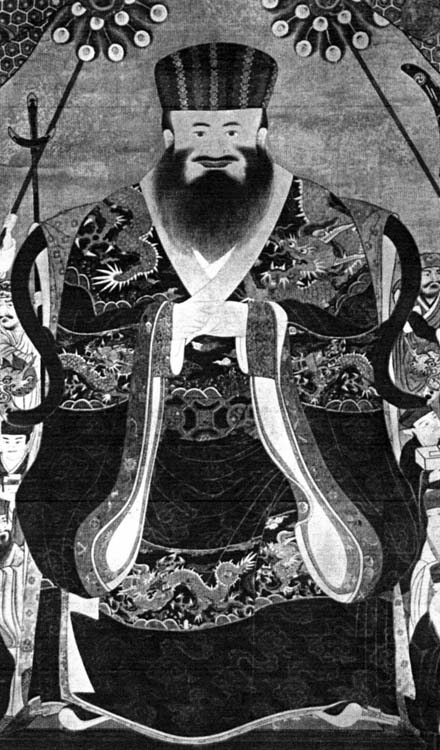
中城王子・尚純の肖像画

中城王子（なかぐすくおうじ）は、琉球王国の王世子（世子）の称号である。

## 概要
琉球王国の王世子は、中城間切（現：中城村、北中城村、うるま市（津堅島））を領地（采地）として賜ったので、中城（なかぐすく、なかぐしく）王子と呼ばれた。王世子ははじめは童名（わらびな）で呼ばれるが、5歳くらいになると中城間切を領地として賜り中城王子を称し、中城御殿に移り住んだ。またここから王子のことを俗に中城御殿とも呼んだ。
中城王子は、他に御太子（ぐてーし）、黄金加那志前（くがにがなしーめー）、東宮、春宮、儲君（ちょくん）とも呼ばれた。中城王子の妃は、野嵩按司加那志（のだけあじがなし）と称し、俗に野嵩御殿と呼ばれた。
冠は烏紗帽（うさぼう）や赤字金入浮織冠をかぶり、簪は牡丹形黄金髪差と黄金添差を差した。